# Hannah Faal-Heim
Hannah Faal-Heim (Hannah Caroline Faal-Heim) ist eine gambische methodistische Geistliche und Bischöfin der Methodistischen Kirche Gambias.

## Leben
Faal-Heim wuchs in Gambia auf und arbeitete zunächst als Lehrerin, ehe sie in Großbritannien Ausbildungen zur Krankenschwester und Hebamme machte und schließlich selbst Hebammen in London ausbildete. Schließlich studierte sie am theologischen Seminar Wesley House in Cambridge. Nach rund dreizehn Jahren Tätigkeit als Laiin und theologischer Ausbildung arbeitete sie als Pastorin in verschiedenen Gemeinden in Großbritannien.
Im Februar 2011 wählte die Jahreskonferenz der Methodistischen Kirche Gambias Faal-Heim zur Bischöfin. Sie folgte damit auf Peter Stephens, der von 2010 bis 2012 dort Bischof war. Am 5. Februar 2012 wurde sie in Banjul eingeführt. Der Gottesdienst fand in derselben Kirche statt, in der sie auch getauft und konfirmiert worden war. Am Gottesdienst nahmen außer Stephens auch ihr Ausbilder Leslie Griffiths, der gambische anglikanische Bischof Solomon Tilewa Johnson, die Bischöfe der methodistischen Kirchen von Kongo und Ghana und der Prälat der methodistischen Kirche Nigerias. Sie war zu diesem Zeitpunkt die erste Bischöfin in Westafrika.
Im Dezember 2016 protestierte sie bei einem Besuch bei Präsident Yahya Jammeh gegen dessen Weigerung, seine Niederlage bei der Präsidentschaftswahl 2016 anzuerkennen. Dies sorgte von verschiedenen Seiten für Anerkennung.
Sie fungiert in Gambia außerdem als Vorsitzende des Gambia Christian Council. Sie ist mit dem Theologen Knut Heim verheiratet.